# Famille MacBook
La famille MacBook est une gamme d'ordinateurs portables Macintosh d'Apple Inc. Elle est issue de la fusion des lignes de PowerBooks et iBooks après la transition d'Apple vers Intel. Elle comprend aujourd'hui les MacBook, MacBook Air, MacBook Pro

## Aperçu
La gamme MacBook était initialement conçue avec de manière similaire aux lignes iBook et PowerBook qui l'ont précédé, utilisant cependant une monocoque en aluminium introduite pour la première fois avec le MacBook Air. Cette nouvelle monocoque disposait également d'un clavier en plastique noir qui a été utilisé pour la première fois sur le MacBook Air, lui-même inspiré du clavier coulé en polycarbonate des MacBook originaux. Le clavier désormais standardisé apporte la congruence à la gamme MacBook, avec des touches noires sur un corps en aluminium métallique.
Les couvercles de la gamme MacBook sont maintenus fermés par un aimant sans loquet mécanique, un élément de design introduit pour la première fois avec le MacBook en polycarbonate. La mémoire, les lecteurs et les batteries étaient accessibles dans l'ancienne gamme de MacBook, bien que la dernière gamme compacte soude ou colle tous ces composants en place. Tous les MacBook actuels disposent de claviers rétroéclairés.
Le MacBook a été abandonné de février 2012 à mars 2015, lorsqu'un nouveau modèle doté d'un design ultraportable et d'un boîtier entièrement métallique a été introduit. Il a de nouveau été interrompu en juillet 2019 à la suite d'une réduction de prix du MacBook Air de 3e génération et à l'arrêt du modèle de 2e génération. 

## Ventes

Nombre d'unités vendues en millions au cours des trimestres fiscaux